# Elemperto
Elemperto (talvolta anche Elimperto) (X secolo – XI secolo) è stato un vescovo italiano.
Fu il quarantesimo vescovo di Arezzo.
Fratello di Ranieri, marchese di Toscana, resse la diocesi fra il 986 e il 1010.
Elemperto, oltre ad essere vescovo di Arezzo, era anche un feudatario, conte di Cesa in Val di Chiana, come dimostra un placito del 25 marzo 1010 pronunciato davanti al vescovo Elemberto nella sua casa dominicale posta in Cesa nelle Chiane; questo documento, rende storicamente certa la sua appartenenza ai Marchesi Bourbon del Monte Santa Maria.
Nel corso del suo episcopato, curò molte opere che diedero grande impulso alla diocesi aretina. Il duomo vecchio di Santa Maria e Santo Stefano, antica sede vescovile situata fuori delle mura della città, venne ristrutturato e consacrato da papa Giovanni XVIII.  Fu riorganizzata anche la scuola delle Arti liberali e della Sacre Scritture per la formazione culturale dei chierici, presso il cattedrale di San Donato. Nel 998 l'imperatore Ottone III, in visita alle reliquie di San Donato, incontrò il vescovo e il clero della diocesi.
In seguito ad una decisione del vescovo, il monastero benedettino di Sant'Angelo alla Ginestra fu trasformato in ospedale, ovvero in un luogo di accoglienza e ricovero per i pellegrini, che percorrevano la strada verso Roma.
Fu fondatore della Badia a Prataglia, oggi Badia Prataglia, e amico di San Romualdo a cui donò la vasta selva di Camaldoli. 
Alla sua morte lasciò alla mensa vescovile di Arezzo i suoi beni patrimoniali della contea di Cesa.